# ألفرد كورديلين
ألفرد كورديلين (Alfred Kordelin؛ راوما، 6 نوفمبر 1868 - لامي 7 نوفمبر 1917) رجل الأعمال و صناعة و مقاول و رجل أعمال خيرية فنلندي . كان كورديلين أحد أشهر رجال الأعمال الفنلنديين في زمنه.
حظي كورديلين بتعليم رسمي قليل. كان ابناً لبحار من الفقراء راوما. استثمرت كورديلين بحكمة في مجالات النسيج و بناء السفن و الأعمال المعدنية ، فصار أحد أثري رجال فنلندا. ريستو روتي و الذي سيصبح لاحقاً رئيساً لفنلندا كان مستشار ألفرد كورديلين القانوني و صديقه الحميم.